# Avant le déluge (film, 2016)
Pour les articles homonymes, voir Avant le déluge et Before the Flood (homonymie).
Pour plus de détails, voir Fiche technique et Distribution.
Avant le déluge (Before the Flood) est un film documentaire américain de Fisher Stevens, co-produit notamment par Leonardo DiCaprio, et sorti en 2016. Le film aborde le thème du changement climatique.

## Synopsis
Le film tente de montrer comment la planète peut encore être sauvegardée et empêcher la disparition d'espèces ou encore la modification brutale et peut-être irréversible de notre environnement. L’action citoyenne par le truchement du choix des politiques lors de consultations nationales est-il une forme de réponse ?